# Евгений Александер фон Турн и Таксис
Евгений Александер фон Турн и Таксис (на немски: Eugen Alexander von Thurn und Taxis; * 11 януари 1652 в Брюксел; † 21 февруари 1714 във Франкфурт на Майн) е граф на Турн и Таксис (13 септември 1676 – 1695), първият княз на Турн и Таксис (1695 – 1714) и генерален-имперски постмайстор на имперската поща на Свещената Римска империя (13 септември 1676 – 1714).
Той е син и наследник на граф Ламорал II Клаудиус Франц фон Турн и Таксис (1621 – 1676), генерален-постмайстор на империята, и съпругата му Анна Франсоаза Евгения фон Хорн (1629 – 1693), дъщеря на граф Филип Ламорал фон Хорн (1602 – 1654) и Доротея Жанна де Лигне (1601 – 1665).
През 1681 г. последният испански-хабсбургски крал Карлос III го издига на испански княз и издига територията му Брен льо Шато на Principauté de la Tour et Tassis. На 4 октомври 1695 г. император Леополд I го издига на имперски княз в Свещената Римска империя, въпреки че той няма териториална собственост в Свещената Римска империя.
Евгений Александер фон Турн и Таксис умира на 21 февруари 1714 г. във Франкфурт на Майн на 62 години и е погребан там в Кайзердом Св. Бартоломеус.

## Фамилия
Евгений Александер се жени на 21 март 1678 г. във Виена за Анна Аделхайд фон Фюрстенберг (* 16 януари 1659 в Мюнхен; † 13 ноември 1701 в Брюксел), дъщеря на ландграф Херман Егон фон Фюрстенберг (1627 – 1674) и съпругата му Мария Франциска фон Фюрстенберг (1638 – 1680). Те имат децата:
- Доротея (1679 – 1681)
- син (1680 – 1680)
- Анселм Франц (1681 – 1739), 2. княз на Турн и Таксис, генерален-постмайстор, женен на 10 януари 1703 г. във Виена за принцеса Лудовика Анна Мария Франциска фон Лобковиц (1683 – 1750)
- Якоб Ламорал, 1696 домхер в Кьолн
- Анна Франциска (1683 – 1763), омъжена на 6 януари 1706 г. в Мюнстербилзен, Белгия за алтграф Франц Ернст фон Залм-Райфершайт (1659 – 1727)
- Елеонора Фердинанда (1685 – 1721), омъжена за граф Филип Хуго фон Мандершайд-Кайл
- Иниго Ламорал Феликс Мария Франц (1686 – 1717), войник, убит пред Белград
- Анна Терезия (* 1689), монахиня
- Мария Изабелла Годофреда (1691 – 1764), омъжена за Гийом Александре комт дьо Ланой
- Хайнрих Франц (1682 – 1700), домхер в Кьолн и Аугсбург (извънбрачен)

Евгений Александер се жени втори път на 21 ноември 1703 г. във Франкфурт на Майн за Анна Августа фон Хоенлое-Валденбург-Шилингсфюрст (* 11 ноември 1675 в Шилингсфюрст; † 21 септември 1711 във Франкфурт), дъщеря на граф Лудвиг Густав фон Хоенлое-Валденбург-Шилингсфюрст (1634 – 1697) и втората му съпруга Анна Барбара фон Шьонборн (1648 – 1721). Те imat deca, koito umirat malki:
- Лотар Франц (1705 – 1712)
- Максимилиан Филип Елеоноре (1706 – 1706)
- Филип Ламорал (1708 – 1708)
- Мария Йозефаа Франциска (1711 – 1711)